# Esmeriz (Chantada)
Esmeriz (llamada oficialmente Santa Mariña de Esmeriz) es una parroquia española del municipio de Chantada, en la provincia de Lugo, Galicia.

## Organización territorial
La parroquia está formada por cinco entidades de población:
- A Pena
- Penelas
- Regoufe
- Santa Mariña
- Vilar (O Vilar)

## Demografía
| Gráfica de evolución demográfica de Esmeriz entre 2000 y 2019 |
|                                                               |
| Datos según el nomenclátor publicado por el INE.              |